# Carl August Jacobsson
Carl August Jacobsson, född 22 maj 1897 i Tanums socken, död 4 maj 1985 i Stockholm, var en svensk företagsledare.
Carl Jacobsson var son till länsveterinären Carl Julius Jacobsson och bror till Per Jacobsson. Efter studentexamen i Västerås 1915 genomgick han Tekniska högskolans fackavdelning för skeppsbyggnad och blev civilingenjör 1919. Jacobsson var 1920–1923 anställd i AB Vaporackumulator och 1923–1931 i AB Ljungströms Ångturbin, dels vid dess dotterbolag i USA 1924–1927 och dels som verkställande direktör för dess tyska dotterbolag i Berlin 1929–1931. Han var 1931–1941 verkställande direktör för Hesselman Motor Corporation AB i Stockholm och för Hesselman Motor Corporation Ltd i London. Från 1942 var han verkställande direktör för AB Svenska metallverken i Västerås. Han var styrelseledamot i flera industriföretag och från 1943 ledamot av styrelsen för Metallografiska institutet. Jacobsson blev kommendör av första klassen av Vasaorden 1956. Han är gravsatt på Hovdestalunds kyrkogård.